# 幻想戰記
《幻想戰記》是一款大型多人線上角色扮演遊戲。遊戲動作因素強烈，並且加入了即時戰略要素而融合成獨具一格的多人（最大50對50）國戰系統，作為遊戲的賣點。直到2013年4月的如今，北美、日本、中國大陸、台灣及香港都曾開設伺服器，分別由不同的代理商代理運營。
最早日本的史克威爾艾尼克斯運營時期的名稱與現在不同，在2006年11月1日運營權轉讓給Gamepot之後，名稱由當初的「FANTASY EARTH 〜THE RING OF DOMINION〜」改變為「FANTASY EARTH ZERO」，簡稱「FEZ」。2015年9月14日宣布將經營權轉移回母公司史克威爾艾尼克斯，並於2015年11月18日正式開始實施。
2006年12月21日日本開始正式運營；2007年4月23日中國大陸開始公開測試；2008年6月26日香港開始公開測試；2008年7月3日臺灣開始公開測試；2010年5月18日北美開始正式營運。
2011年至2022年，北美、台灣、香港和日本伺服器陆续關閉，目前只有中國大陸還在營運。

## 概要
由於此遊戲是把系統著眼點放在50人對50人的國戰系統上的動作RPG，顛覆了傳統網路MMORPG打怪升級的模式，而主要遊戲場地「戰場（地圖）」正常情況下只能容納100名玩家(日本曾經推出75人對75人，總玩家人數150人)，所以實際上更像是複數玩家在線遊戲（MO）。
遊戲裏有5個經常處於戰爭狀態的國家，每一次戰爭由五國中的其中兩國或聯合軍進行戰爭。每一個角色在作成角色時必須選定一個國家作為歸屬，之後就為了給國家奪得勝利的榮耀而轉戰於各個大陸之間。戰爭舞臺所在的「戰場」會根據戰鬥的勝負改變其支配權，因此玩家的首要目的就是在各個戰場上獲得勝利，從而拓寬自己國家的支配領域。又由於不斷擴大版圖並沒有更大的好處，任何一個國家也不會因此滅亡，所以遊戲中一直持續著無盡的戰爭。
根據遊戲中的戰爭規則，單一戰場上表現為利用建造特定建築物來確保支配面積的類似「陣地戰」的遊戲方式，並且加入了召喚獸（下文詳述）等其他單元使戰略要素也變得十分重要。遊戲中不但對玩家的個人操作有一定的要求，而且對玩家的戰場宏觀思維的要求也相當高，因此，團隊作戰與職業配合比單兵能力更為關鍵。作為動作類遊戲與戰略類遊戲的融合形態，近年來多被當成新的遊戲分類，統稱為「First Person Strategy」（實際上本作是第三人稱視點）。

### 特徵
雖說大規模對人戰鬥作為遊戲的主要內容，對怪物的狩獵等傳統MMORPG擁有的成份也實際存在，但是只作為輔助性內容。
操作方式與一般FPS遊戲同樣利用鍵盤的WASD鍵移動，利用鼠標來轉移視點和攻擊（遊戲內也有對應手柄的設置方法），存在跳躍和側身跳等移動模式。遊戲內不存在「命中率」和「回避率」的概念，打擊判定完全由玩家自行操作形成。因此，遊戲在平衡性上作出了硬性的設計，依靠操作技巧和人數差戰勝角色能力的玩家的可能性很高，「一騎當千」類型的角色鮮有存在。
而且，在被稱為「戰場」的戰鬥舞台上採集被稱為「水晶」的資源從而建設出各種建築物和召喚出被稱為「召喚獸」的戰術單元，這些戰略遊戲要素對戰爭的勝敗帶來非常大的影響。玩家不僅要戰勝眼前的白兵，更要對整個戰局有一定的認識，並根據戰局的不同決定自己的作用和行動。像這樣強制性的把戰略要素拉入動作遊戲的玩法，給人一種嶄新的遊戲感覺。

### 影響
組合了射擊和戰略的兩種概念的遊戲存在數個先例，從遊戲系統的類似性來看FEZ受到的影響其實相當大。特別是Half-Life的Mod作品「Natural Selection」和S2 GAMES開發的「SAVAGE」等遊戲。

## 遊戲流程
玩家在遊戲開始之後首先製作屬於自己的角色，然後選擇伺服器和所屬國家。
遊戲中存在六個大陸，各個大陸的地圖之間沒有物理連接，地圖與地圖之間的移動方式為點選各個大陸上稱為「戰場」或者「首都」的據點。其中各個「戰場」是可以宣戰的地圖，而「首都」則不能被進攻（也就是說就算任何一個國家的本土被侵佔完畢該國也不會滅國）。
首都是進行販賣各種道具和裝備，開放旅館進行體力回復，開放銀行存儲物品等活動的場所，玩家們通過來往於「戰場」和「首都」之間進行著遊戲。

### 和平狀態
在這個狀態下，不支配該地圖的國家的玩家無法進入，不過如果該地圖和本國支配地圖鄰接的話也可以進入。並且在和平狀態時，玩家可以通過狩獵散佈在地圖上的魔物來獲得金錢、經驗和道具。

### 宣戰發佈準備期
當進攻國玩家建立據點並且有5位同國玩家同意據點的建設之後，宣戰即發佈，屆時，戰場外的玩家無法進入該地圖，而地圖內的玩家則擁有優先參戰的權利，上限為5人。此時，地圖上的魔物還不會消失，玩家可以繼續進行狩獵活動。歷時1分鐘。
如有五人以上的同國玩家，就是要點螢幕左下方的交戰圖樣，點開，選擇自己要參予的國家，順帶一提，建據點的玩家可以直接進入打場。

### 戰爭準備
地圖上的魔物消失，沒有參加戰爭的玩家會被強制離場，若玩家是宣戰國/被宣戰國的一員可以在宣佈成功後於大陸地圖預約參戰等候入場,其他玩家則要在完全開戰時才可以開始進入地圖。正常情況下戰場人數上限為50vs50，即最大100人的戰爭。若一方玩家人數少於10時，另一方多出1人則不能進入，若一方玩家人數少於20時，另一方多出2人則不能進入，如此類推。

### 戰爭開始
如果人數沒有達到上限，第三國的玩家在這個時候就可以進入幫助人數偏少的一方。若雙方人數相同而沒有玩家預約參戰等候入場，第三國的玩家則可自由選擇進入哪一方幫助戰爭。
決定戰爭勝負的要素在此時會顯示在屏幕上方，呈現為我方與敵方的HP條的形態，稱為士氣槽(玩家術語為國血/據點HP)，雙方的據點士氣槽會因為達成一定的條件而減少，在限制時間內（最久為45分鐘）讓對方的據點士氣槽歸0的一方勝利，如果任何一方都沒有讓對方的據點HP歸零而因限制時間結束，那麼防禦的一方自動勝利。因為造成敵我雙方據點士氣槽減少的因素很多，所以僅僅是消滅眼前的敵人是很難獲得勝利的。
總括來說令敵方據點士氣槽造成損害有以下幾種方式
根據支配領域的面積減少
在地圖內，通過建設「方尖塔」可擴大我軍支配面積，該支配面積在地圖上以高亮的形態顯示出來，根據該面積的大小，在單位時間內會給與敵軍據點士氣槽造成一定的傷害。這是能夠給對方據點士氣槽造成傷害的最主要原因，支配面積的多寡會對戰爭的最終勝負帶來最大的影響。
由於建築物的破壞而減少
在地圖內建設的我軍建築如果被破壞的話，就會造成我軍據點士氣槽的損傷，特別是上文提到的「方尖塔」如果被破壞的話，造成的損傷更大。這也就意味著圍繞著「方尖塔」的攻防戰在整個戰爭中起到了最至關重要的地位。
由於玩家的死亡而減少
作為士兵的玩家如果死亡了，那麼就會造成據點士氣槽的減少。此外，等級越高的玩家死亡對己方據點造成的傷害越大。但是只要不死亡，不管承受多少傷害，都不會給據點士氣槽造成損傷，這就意味著各位玩家必須盡力保證自己和友軍的生存。
通過對據點的直接攻擊而減少
如果我軍據點收到了直接的攻擊，那麼據點士氣槽也會相應減少，不過通過士兵造成的傷害非常少，衹有在特殊的召喚獸進行攻擊的時候傷害才會明顯，比如「泰坦」和「合成獸」。但由於據點血量非常多(1200萬)，相對於玩家造成的傷害差距太大，一般情況下除了合成獸以外很少直接對據點進行攻擊。
受到「終極爆破」的攻擊而減少
召喚獸「合成獸」的其中一個技能「終極爆破」，使用該技能對據點進行攻擊的話，會給據點造成極大的傷害，(傷害為最大值的1/3，即1整條士氣槽)，通常是作為逆轉戰局的戰術。

### 戰爭結束
當任意一方的據點HP歸零，或者最大戰爭時間到達時宣告戰爭結束，結束時系統會給每個參與戰爭的玩家戰爭的酬勞，並且對戰爭中一些數據進行統計，例如各玩家給予敵人/敵方建築傷害數值，擊破敵人的數量，貢獻度及自身死亡的次數。

### 休戰狀態
戰爭結束後，作若防守方成功守下該戰場，則該地圖將進入不能宣戰的休戰狀態，期間不可被宣戰。5分鐘後再次成為和平狀態。

### 支配權變更中
戰爭結束後，若防守方未能守下，作為戰場的地圖之所有權將轉交給進攻方，地圖狀態顯示為支配權變更中，5分鐘後再次成為和平狀態。戰敗國除了丟失地圖的支配權以外沒有別的懲罰。

## 遊戲中的要素
遊戲中，決定玩家方向性的各種要素多數存在。

### 國家
幻想戰記分別有五個王國，在最初創建角色的時候就可以選擇國家，一旦選擇將無法改變。（不過中國大陸的伺服器開放了轉移國籍的收費服務，這項服務在其他地區並未實裝。）所屬不同國家的角色在性能上並沒有差異。
- 納茨瓦王國 (Netzawar) (通稱：紅國or獅子or蝨子)

國王 納茨瓦‧匈凱爾 聲優：小山力也
王女 愛麗絲 聲優：鹿野優以
獸人王「匈凱爾」統治的國家，位於「梅路法利亞」大陸西北偏西的「比克特里」大陸。自古以來被稱為魔女居住的大陸，人類之外的眾多種族也都聚集在此。由於是獸面之王-匈凱爾親政讓國內較為和平，也讓人民從長期壓迫的政策中解救出來。不過貴族們對於權力不斷擴大的匈凱爾王有很強烈的排斥感，所以經常伺機叛亂。國家符號為斧頭，象徵色為紅色。
- 霍爾丁王國 (Hordaine) (通稱：黃國or女王or香蕉or丁丁or乳丁)

女王 瓦多麗蒂‧貝魯庫修坦‧霍爾丁 聲優：小清水亞美
大臣 イグルー 聲優：青野武
女將軍「瓦多麗蒂」統治的國家，位於「梅路法利亞」大陸東北偏東的「奧萊」大陸。雖然國內一直有著內亂的隱憂，但在現任女王 - 瓦多麗蒂即位之後國內也趨於安定了。 她充滿了開拓者之氣勢，尚武之心也很強烈。 由於瓦多麗蒂女王擁有強烈的領袖魅力，在平定王國內亂的同時也企圖稱霸其他的大陸，是個洋溢著年輕活力的國家。國家符號為劍，象徵色為黃色。
- 埃索度王國 (Ielsord) (通稱：藍國or老頭)

國王 奈亞斯‧埃索度 聲優：若本規夫
精靈 エラ 聲優：三瓶由布子
賢人王「奈亞斯」治理的國家，位於「梅路法利亞」大陸北部的「培泰斯塔」大陸。這是一個歷史悠久的王國，在古代王國『艾斯塞蒂』滅亡後所興起的『梅魯吉亞王國』的第１５代國王埃迪烏斯時代時，由當時國王的弟弟塞蒂亞斯被任命所統治的『培泰斯塔大陸』時期其實就是『埃索度』的歷史起源。國家符號為閃電，象徵色為藍色。
- 卡薩多利亞聯合王國 (Casedria) (通稱：綠國or蘿莉or卡債多or聖女王or西瓜or精灵)

女王 提法麗絲 聲優：名塚佳織
將軍 文賓 聲優：中田讓治
聖女王「提法麗絲」治理的國家，位於「梅路法利亞」大陸西南部的「艾凱路納」大陸。是個近年從強大的國家『蓋布蘭德帝國』中獨立出來的新國家。擁有被稱為『原初之王』馬魯庫提斯血統的提法麗絲女王，讓她獲得了很多正統派的支持。 國家符號為百合，象徵色為綠色。
- 蓋布蘭帝國 (Geburand) (通稱：紫國or阿蓋or葡萄or痞子)

皇帝 萊依魯‧庫‧貝魯達‧蓋布蘭德 聲優：中井和哉
宰相 凱 聲優：朴璐美
自由帝「萊依魯」統治的國家，位於「梅路法利亞」大陸東南部的「蘇陶利塔」大陸。是個飽受戰亂、作風霸道的劍道之國。 因為有著肥沃寬廣的國土而經常招致叛亂，並因為擁權自重的貴族們而導致國家腐敗不堪。但是，平民出身的一位年輕人繼承了王位，讓世襲帝國劃上了休止符。國家符號為盾，象徵色為紫色。
※

### 角色
創建角色時，能夠設定角色的名字、性別、體型、髮型和臉部的特徵，各個角色擁有代表生命值的HP（HitPoint）和使用技能需要消耗的Pow和代表經驗高低的等級表示（最高等級為40）。HP和POW不論等級的高低一律固定為1000和100，但可以透過鑲嵌的方式，來增加各個角色的HP和POW，甚至可增加攻擊力!等級對玩家的能力限制並不是很大，主要表現在裝備和技能點數上。裝備分為武器（盾），頭部，身體，腿部，手部和鞋6部分（7部分）(另有耳環，頭髮等時裝，但不計算防禦值)，等級低的時候只能裝備能力值較低的裝備，不過能以戰争候獲得的報酬"星戒"強化，每個裝備的最大能力都是相同的。技能點數在升級的時候提供，每次為1到2點（等級1-5時獲得2點,等級6-35時為1點,等級36-40將無法獲得點數），技能學習是通過技能樹的形式（下文詳述）進行。

### 配音系統
玩家可以購買聲音道具並通過NPC改變角色發聲的音色，還可以通過設置快捷使一些基本用語也配有選定的日語配音，配音聲優有許多選擇。基本是國王語音的聲優。也有些許聲優來客串。較有名的以釘宮理惠為代表。

### 職業
職業在創建角色的時候決定。一開使始就能選擇的職業有4種:戰士、遊俠、魔導師、拳鬥士，（舊）至於擊劍士則必需由特定任務後才能進行轉職，（新）目前擊劍士在創角階段就能創立。另外幻想戰記最原祖的三大職業，分別是戰士、遊俠、魔導師，這三大職業有相剋的屬性。玩家在攻擊時，需要注意對方的屬性，例如:戰士剋遊俠，所以攻擊遊俠時傷害會較高，相反的，攻擊剋戰士的魔導師，傷害則會銳減。傷害加成的比率為戰士對遊俠+10%、遊俠對魔導師+20%、魔導師對戰士+10%。
戰士>遊俠>魔導師>戰士…
至於拳鬥士和擊劍士是獨立出來的兩個系統，他們不在戰法遊的相剋循環內，但這兩個職業間會有傷害加成，
也就是說擊劍和拳鬥彼此相剋，但因為拳鬥在基礎傷害上略遜於擊劍，因此效果較不明顯。
擊劍<----->拳鬥
通過收費道具『轉職羽毛』可以轉換職業。變更之後可以根據變更之前的職業等級而獲得少許補正，再次變更為原來職業時保持原本的等級。
戰士 (Warrior、ウォリアー)
近身搏鬥給與敵人直接打擊的職業，擁有優於其他職業的近戰技能，防禦力及攻擊力在其他兩大職業之上，而且擁有得天獨厚的優勢"痛楚剋星"(就算被攻擊擊中也不會後仰，但對於「強制後仰」及「吹飛技」仍無效)，不過因為經常身處最前線所以也很容易被砲火鎖定。
戰士依使用的武器可分為三個系統，分為單手持武器和盾的防禦力優越的盾戰、犧牲防禦方面而擁有強大攻擊力的大劍，以及擁有最大爆發力和機動力的雙手戰(雙手武器表現的型式很多樣，但武器都歸類在"竿狀"，也就是雙手)。
少部份技能為所有武器都能使用，部份較特殊的技能只能依其限定的武器來使用，比方說單手系的技能用雙手武器是無法施展的，因此技能樹絕大多數都是選擇純一系的分配，因為較完整，但其中也有能同時兼修多種技能的高手玩家，所以戰士是很耐玩的職業，同時也是穩定戰線最需要的職業。
武器可分三種類型：「單手武器+盾」、「雙手武器」、「大劍」。
遊俠 (Scout、スカウト)
以遠距離的弓箭、中距離火槍，及近距離的短刀使用多種給與對手異常狀態的攻擊技能的職業。短刀擁有隱蔽自己的身軀從暗處襲擊敵人給予極強力的一擊以及給予對方數種異常狀態。弓箭攻擊力雖較不如其他職業，但擁有全職業最遠的攻擊距離。而火槍範圍介於兩者，武器較難操縱，但有降低對方攻擊力的酸性射擊以及使刀遊一段時間無法隱身的炫目閃光等技能，其影響力相當驚人，還有讓所有的火燄攻擊傷害加倍的油彈。
部份的遊俠玩家選擇了不同程度的兼修，視情況切換武器及技能來對應各種狀況。遊俠在戰場上的地位主要是輔助，不管是弓槍刀，都擁有實用的輔助技能，弓能對多數敵人範圍消血和牽制，槍則是可在會戰中有效的消弱或干擾，而短刀能給與敵人多種影響力強的負面狀態使敵軍難以作戰而陣勢崩潰。
弓跟槍的「飛鷹射擊」、「強力射擊」、「貫骨射擊」是互通的，兩種遠程武器都可以使用這三個技能。
但不管哪種類型的遊俠都不宜太多，不僅是因為攻擊力高的技能不足，也因為遊俠很需要高度的判斷力和正確的觀念才能對戰線有正面的幫助，因此很容易淪於其他玩家垢病的對象。
武器可分三種類型：「短刀」、「弓箭」、「火銃」。
魔導師 (Sorcerer、ソーサラー)
主要技能為中距離各種的華麗的魔法，能夠使用大威力或廣範圍的攻擊魔法，不過魔法的射程沒有弓箭的射程遠，根據技能的表現不同分為攻擊力高並且可以造成灼傷的火系魔法，不受地形高低差影響的雷系魔法，和限制對方移動能力的冰系魔法，另外可透過NPC取得魔導具專用的三種技能「隕石衝擊」、「重力場」與「聖光結界」。魔導具是法師的另一種武器，除了只有魔杖才能使用的「D法」外，其他魔法均可使用。
由於魔導師學習完一系的魔法之後技能點數會有剩餘，可以再學其他系的一兩招魔法來輔助自己，所以基本上全部魔導師都是兼修多系的類型。一般RPG裏的屬性相剋定律在這個遊戲中並不存在。
魔導師在單體技能或是廣域技能上都有亮眼的表現，因此受到不少玩家的喜愛，攻擊力不俗，但防禦較低，雖說是好上手的職業，但也考驗玩家的閃避及索敵、應敵能力。
武器可分兩種類型：「魔杖」、「魔導具」。
擊劍士 (Fencer、フェンサー)
類似西洋劍士的職業，擁有華麗的閃躲技巧和短距離中媲美戰士的機動力，也具有遊戲中特殊的迴避「後空翻」，更是唯一有「迴避技」和「抵消魔法」使對手攻擊無效的特殊職業。
在FEZ中「輕如蝶舞，急如蜂刺」正是擊劍士，一對一情況下就算是近戰系最優勢的戰士也難以與其抗衡，被特化成單挑霸者的職業，更有不同的「封印」（打中敵人後會停留在敵人上，友方打中有封印的敵人會獲得封印能力）。但相對的完全沒有任何控場或範圍技能，對戰線的推進貢獻很有限，而且沒有痛楚剋星，面對大會戰中四處橫飛的流彈很無力。
（舊）在所有職業中是唯一不能在創角選單中選取，而要找NPC進行任務轉職，（新）目前在創角階段就能創立。
必需要有對所有職業的攻擊性能有透徹的了解和絕佳的反應能力，技術要求非常高，因此較不推薦新手選擇這個職業。
武器僅有一種類型：「擊劍」。
拳鬥士 (Cestus、セスタス)
雙手戴著巨大的鐵拳套，對建築物能「修補」和「強化」。
拳鬥是對付建築物最具優勢的職業，但缺乏控場技能，在大規模會戰的影響力同樣不如戰士或魔導士，而且拳鬥是唯一能對建築物進行修復和強化的職業，因此在戰場上較少傾向拳鬥對人作戰，主要貢獻還是在建築方面(摧毀敵方或是修復我方)，不過拳鬥的戰鬥技能相當靈活，只要操作得當，不管對人或對建築都能有不錯的表現。
武器僅有一種類型：「拳套」。

### 建築
在幻想戰記的戰爭中，建築物是非常重要、足以左右戰局的存在，玩家可利用建築物防禦或召喚召喚獸進行戰爭。
建築物通過消費戰爭中通過各種渠道取得的水晶來建造，各種建築物有不同的能力，對戰爭造成不同程度的影響。大部分建築物都不能在我軍支配領域以外、水域以及坡地的地方建造。
據點
分為防禦方與進攻方兩種，基本相同，但是防禦方據點（Castle）為固定位置，在和平時期就存在於地圖上。而進攻方據點（Keep）則需要在需要宣戰時建立，不需要消耗水晶，建築後就等於完成宣戰，建造時須經過自己國家四人以上同意並離防守方據點一定距離才能建造，被敵方或怪物擊倒的玩家都會回到此地，據點可以召喚召喚獸『戰車』，『騎士』及『合成獸』。
方尖塔（Obelisk，通稱：OB）
可把以方尖塔為圓心一定範圍內的圓形區域變成我軍的支配領域。不能建造在敵軍支配的領域內。按照總的支配面積給敵方據點造成傷害，並且有雷達的效果，在小地圖上表現敵我兩軍的動態。隨著支配領域的增加，方尖塔被破壞後給據點造成的傷害越多。此外一座方尖塔，歷經越久的時間等級會提升(最高可達3等，但不增加對敵方據點的傷害，純粹表示存在於戰場的時間)，且被拆除時給于自軍據點的傷害也會隨時間增加。因為這些特性，所以使方尖塔成為戰場上左右勝局的最關鍵建築。
方尖塔是以支配領域來削減敵方據點耐久，因此建造時要謹慎，同個區域蓋兩個以上的方尖塔不會給敵方據點加倍的傷害而造成浪費，且被敵人一起拆除掉將會對我方造成嚴重損失，難以救援較接近敵方的地方建議用侵蝕之塔代替OB。建築上限為25。建築需消耗水晶15顆。
箭塔（Arrow Tower，通稱：AT）
以一定時間間隔自動射箭攻擊靠近的敵人的建築物，每一發的威力並不高，不過可以攻擊射程內的所有敵人，因為其耐久力高，所以也可作為掩體存在，在維持戰線上起到關鍵的作用，基本上建設在士兵集中的主戰場中，雖然每一箭的威力很低，但對付敵方召喚獸戰車卻有一箭1500的驚人傷害。建築上限為12。建築需消耗水晶18顆。
泰坦兵營（通稱：兵營、巨人營、坦營）
召喚召喚獸『泰坦』的必要建築物，建築上限為1，但被破壞後可以再建築。被破壞後泰坦會消失。建築需消耗水晶20顆。
冥府之門（通稱：門、死門）
召喚召喚獸『惡靈破壞神』的必要建築物，各軍在同一場戰爭中建築次數僅有一次，被破壞後惡靈破壞神會消失及不能再次建築，所以大多數玩家會將冥府之門建在比較安全的據點旁邊。建築需消耗水晶20顆。
立足跳台（通稱：跳台）
高度與步兵跳躍最大高度相當的可以當作立足處的建築物，唯一一種不局限建造位置的建築物。除了作為立足點從而使得某些地形變的相對容易通過之外，還有在前線支配領域沒有抵達的地方做雷達的用途，不需消耗水晶，但同1人在同一場戰爭中只能建築一次。
歎息之牆（通稱：嘆息、電梯、wall）
寬厚巨大的城牆，耐久力極高，除了作為屏障阻礙敵軍前進的路線的用途外，也可以與立足跳臺配合用作攀爬更高地勢。只要在我軍支配領域範圍內，即使是敵軍支配領域也可建造，建築上限為3。需消耗水晶30顆。
侵蝕之塔（通稱：EC、侵蝕、小OB）
可把以侵蝕之塔為圓心一定範圍內的圓形區域變成我軍的支配領域，小型的方尖塔，擁有和方尖塔一樣的功效，支配面積為方尖塔的3/4，耐久力為1/3，與方尖塔唯一的不同就是可以建築在敵軍方尖塔的覆蓋面積之內。具有所消耗水晶少，建造時間快，受到破壞時據點受到的傷害少等優點，但建築上限僅僅為5棟，所以必須慎重的選擇建築地點。需消耗水晶11顆。
干擾塔
中國大陸地區首先開放測試的新型建築物。一場戰爭中一方同時出現兩棟干擾塔，建築需消耗水晶30顆，不能建造在敵軍支配的領域內。玩家只有持有並消耗特殊道具“魔導水晶”一枚才能夠進入並控制該建築，玩家進入之前其外觀只是普通的箭塔(箭塔上是有旗子，干擾塔沒有)，進入後則轉變為炮臺的外觀。需要進入建築的玩家必須擁有足夠的生命值和健康的狀態（沒有任何恢復和弱化的效果），並且可以隨時離開建築，但是隨著建築的破壞玩家會被強制跳出並剩下一滴血。進入塔中的玩家會擁有以下三種全新的技能。
干擾波(冰霜衝擊)PW:60：發射大面積冷氣，給以範圍內敵兵傷害並降低移動速度，能夠緩慢敵人，範圍大。
震盪波(磁力射線)PW:22：發射小範圍高壓雷電攻擊並吹飛敵人，但發動時間比較慢也較難命中。
扭曲波(混亂輻射)PW:34：以建築自身為圓心發射廣域打擊，被擊中的玩家會進入混亂狀態（方向倒轉:即是按前制會向後行 按左制會向右行）。
由於目前該建築還在公開測試中，技能名稱和效果都有可能進行調整。需消耗水晶30顆。
目前已經取消

### 召喚獸/兵器
通過消費在地圖上獲得的水晶從而召喚出的特殊戰鬥單位。各種召喚需要進行召喚的玩家改變自身的形態。每個召喚獸都有不同的能力，玩家可以利用其不同的能力對戰局進行改寫。
騎士（Knight，通稱：騎、74）(HP：4200)
騎馬武士姿態的召喚獸，因為騎馬所以能夠高速移動和跳躍，其長矛的攻擊對各種召喚獸包括騎士本身都能造成極大的傷害，專門對付召喚獸，但是對步兵和建築物造成的傷害就極端的少，根據這些特性，騎士大多數用於保護其他召喚獸以及運輸水晶，召喚需要30水晶，需在『據點』召喚。
可使用「神聖穿刺」(消耗PW8，近距離攻擊)、「神聖穿插」(消耗PW24，遠距離貫穿攻擊)。
泰坦（Giant，通稱：巨人、胖子）(HP：7000)
巨人形態的召喚獸，肩膀上扛著巨大的炮管，可以從遠距離對建築物造成巨大的損傷，專門對付建築物，但是幾乎沒有其他能力，移動速度也很慢，孤立的情況下非常脆弱，召喚需30水晶，需在『泰坦兵營』召喚。
可使用「強力加農炮」(消耗PW33，破壞建築物)、「龐龍之頓」(消耗PW25，傷害低，震飛附近敵人)。
惡靈破壞神（Wraith，通稱：死靈、40、死0）(HP：4800)
以死神姿態出現的召喚獸，兼備遠程與近身戰鬥的以及奪走周圍敵軍視線的能力，對步兵的戰鬥中戰鬥力極高，對前線有很大的影響力，雖然擁有一定的單兵對抗騎士的能力，但是從戰局出發還是屬於需要警戒敵軍騎士的召喚獸，各軍只可以同時召喚1隻，召喚需50水晶，須在『冥府之門』召喚。
可使用「斷頭劍」(消耗PW18，被擊中強制後仰)、「冰霜凝固」(消耗PW14，被擊中會降低移動速度，射程幾乎同遊俠「飛鷹射擊」一樣遠)、「暗黑之霧」(消耗PW10，之後每3秒消耗PW9)。
合成獸（Chimemra，通稱：奇美拉、狗狗、小美、拉拉、三頭狗、QML）(HP：4300)
三頭四足形態的召喚獸，技能是所有召喚獸中最多的，三種氣息技能對步兵的傷害非常可觀，還擁有能夠對據點造成極大傷害的『終極爆破』，具有逆轉戰局的能力，是一種被任何一方都高度警戒的召喚獸。缺點是召喚成功之後HP會不斷減少，在敵人騎士的集中攻擊下比較難運用，需在『據點』使用『合成獸之血』召喚，召喚需40水晶。
可使用「利爪衝擊」(消耗PW30)、「閃電波」(消耗PW40)、「火焰爆柱」(消耗PW40)、「冰雪氣」(消耗PW40)與「終極爆破」(消耗PW0)，需接近敵方據點方可使用，使用此技能之後召喚合成獸之玩家HP歸0)。 爆破時會造成約小地圖一格的爆炸傷害，對建築造成約4000~4500的傷害，對人會造成950-1000點的傷害(未算防禦力)。最大召喚數：2隻，據點耐久損失1條時能召喚1隻。
焰飛龍（Dragon，通稱：龍）(HP：8000)
飛龍形態的召喚獸，唯一可以飛行的單位，擁有和騎士媲美的速度和超高的HP，從口中噴出的火球射程遠範圍廣而且破壞力驚人，不論對象均可造成極大的損害。召喚者必須持有特殊道具『龍之魂』，當我軍據點士氣槽落後0.8條以上，且總士氣槽大於0.5條的場合，持有『龍之魂』的玩家死亡時有一定幾率復活成為龍，日服2008年3月24日的更新中，龍對步兵的傷害減少了，而對建築的傷害增加(但次數剩一次)，大幅度的改變該召喚獸的運用方式，召喚無需消耗水晶。
可使用「火球」(消耗PW30)。最大召喚數：3隻。
戰車（Chariot，通稱：車）(HP：2000)
是目前唯一擁有運輸功能的第六大召喚獸。擁有媲美騎士的速度，擁有像車輛的飄移特性，最大可以乘載五個玩家，在馬車上的玩家可發射類似飛鷹射擊的攻擊以及控制馬車的玩家可以發動衝刺將敵人狠狠撞飛的技能，被戰車撞飛的敵人即使倒在地上，其他人仍可以對他再進行一次攻擊。
需在『據點』用20水晶召喚。
在我方據點附近才可以回復PW，遠離據點會不斷減少PW，當車上載人且PW耗盡時無法移動，必需強制讓乘客下車後才能恢復移動能力，所以下車地點要慎選，勿在載人時繞到敵軍後面，否則容易陷入困境。
被敵方箭塔(AT)攻擊到一箭就會損失HP1500，對HP僅有2000的戰車有極大的傷殺力，第二箭命中一定會被擊倒，所以戰車絕對不可以靠近敵方箭塔。最大召喚數：4隻。
其黑暗外貌的背後，擁有不可告人的可怕過去。
弩炮(HP：2000)
目前唯一的兵器，擁有媲美盾戰的防御力，不俗的攻擊力，只是移動速度較慢，必須在自軍據點一定範圍內才加強防御和可使用技能，並無任何異常狀態。
需在『據點』用12水晶召喚。
可使用「ヘビィショット」(消耗PW24)和「ブラストショット」(消耗PW34，被擊中強制後仰)。最大召喚數：2架。

※

### 競技場
維納爾島的「魯‧維爾薩競技場」，任何國家的玩家都可以使用，玩家可以通過消費遊戲中得到的競技場入場券，在特殊的規則下進行對戰，參加遊戲即可得到一定的點數，通過點數可以兌換不同的裝備和道具。與日本不同的是，中國大陸，香港和臺灣都只開放了一部分模式。
多人決鬥賽
打倒敵隊一定人數的話就可以獲勝的步兵戰規則，有5vs5、10vs10、20vs20的三種類型，各地圖的類型都不同。5vs5的話打倒敵隊的5個人、10vs10的話打倒敵隊10個人的話就可以獲勝。可以使用道具。道具的消耗值為130，無法進行召喚和建築，可以使用強化鑲嵌。
方尖塔勝負賽
破壞一開始建築好的敵方所有方尖塔的話就可以獲得勝利。同樣也有5vs5、10vs10、20vs20的三種類型，各地圖的類型都不同。根據對戰人數的不同，需要破壞的方尖塔數也會有所不同。也可以使用道具。道具的消耗值為130，無法進行召喚和建築，可以進行強化鑲嵌。方尖塔的配置並不會造成據點的傷害。需要注意的是，其中也會出現假的方尖塔，破壞假的方尖塔並不會造成據點的傷害。
10KILL決定賽
大多數玩家喜歡進行的遊戲類型，7vs7的步兵戰，比敵隊先一步獲得10Kill的隊伍就可以獲得勝利。可以使用道具。道具的消耗值為100。無法進行召喚，只能建築「立足跳台」，但是小地圖上不會出現敵軍。可以進行強化鑲嵌。
推王競賽
雖然和多人決鬥賽一樣是步兵戰，但是會隨機從二邊的隊伍中選出一個當王，擊倒敵隊的王可以就給予很大的傷害。將敵隊的HP條傷害至0的話就可以獲得勝利。可以使用道具，但是與之前的類別不同的是，道具的消耗值會依據不同人數類型而有所不同。在這個模式裏，被選為王的角色頭上會顯示王者皇冠，而且會在畫面右下方顯示王的HP。只有被選為王的玩家的小地圖上會顯示包含敵軍的所有人位置，其他的玩家只能看到自己軍隊角色的位置。如果王的HP低於400以下的話，敵軍全體的地圖上都可以看到王的位置，而且一旦在敵軍地圖上顯示位置後，就算回復HP也不會取消顯示。王具有普通步兵所沒有的破壞力，當王打倒敵國的步兵的話，會一次減少2人的HP條。但是王被打倒的話會減少一條的戰況條。此時，王所屬軍隊的所有成員HP都會被補滿，再隨機出現另外一位王。王退出房間的話，也會隨機再從隊伍裡選出一位王。自軍王打倒敵軍王的話，自軍全體成員的HP都會補滿。可以進行強化鑲嵌。
重擊怪物
玩家進行此模式，僅可選擇防禦方，攻擊方則是為大批怪物，此模式最高僅可有三名玩家進入挑戰。攻擊方之怪物對人的攻擊力高，但是HP極少，幾乎被玩家丟一招技能就死亡，而玩家被怪物攻擊約為200~300之不等的傷害，玩家不可使用身上攜帶之補充物品。此模式僅可設定房間名稱及密碼。此模式之勝利條件為在15分鐘將攻方據點HP扣至0，打倒場內怪物均可對攻方據點造成傷害。內此模式攻擊方之怪物有５種：獸人戰士、獸人步兵、獸人族長、鷹鳩、惡魔王子。最為普遍之怪物為獸人戰士。
獸人戰士：僅會使用近身攻擊對付玩家，為主動攻擊。
獸人步兵：使用近身攻擊對付玩家，被攻擊到之玩家會處於黑暗狀態，為主動攻擊。
獸人族長：此怪物之HP較厚，為BOSS級怪物，該怪物死亡會對攻方據點造成極大之傷害。獸人族長會使用巨獸傳承(範圍攻擊)、近身攻擊、空襲(弓箭技能)，此怪物接近被動攻擊。
鷹鳩：在獸人族長死亡後便會出現的怪物，此怪物也是為BOSS級怪物，HP更高，死亡對攻方據點造成更高之損傷。鷹鳩會使用近身攻擊、音爆攻擊(緩慢遠距離攻擊)，其體積大且移動速度高，攻擊速度也快，通常一次便可對玩家造成雙重傷害，也是近乎被動攻擊。
惡魔王子：為最終BOSS，在鷹鳩死亡之後便會出現，HP比鷹鳩高，死亡也對攻方據點造成更高的損害。惡魔王子會使用雷、冰、火，三種屬性之技能。且均為全距離之攻擊技能，攻擊頻率極高，但也幾乎為被動攻擊。
打倒場內怪物會掉落以下輔助型物品，點擊掉落之物品變可使用，善用以下物品也可增加清怪效率。
超級回復：直接補滿使用者之HP。
超速強擊：使用者一定時間內回復PW速度變極快，且會在這段時間內呈現無敵。
召喚怪物：增加場內獸人步兵、獸人戰士之數量。
召喚騎士領主：使用者一定時間內召喚騎士領主，其所有技能均可對怪物造成不小的傷害。
召喚泰坦：使用者一定時間內召喚泰坦，其所有技能均可對怪物造成不小的傷害。
召喚惡靈破壞神：使用者一定時間內召喚惡靈破壞神，其斷頭斬、冰風暴，均可對怪物造成不小的傷害。

### 貨幣
遊戲中有三種貨幣，金幣（G），星戒/星石（R）和寶石/寶珠（A）。每一種獲得的管道和能夠購買的道具都有所不同。
金幣（G）
主要是通過擊倒魔物獲得，能夠購買普通的回復道具和裝備，高等級的角色在1小時可以輕鬆賺取100萬，是唯一能夠交易的貨幣，通常會利用在玩家之間的交易中。一般補品主要是用金幣購買。
星戒/星石（R）
通過參加戰爭而獲得的貨幣，可以購買相對較高性能的道具和裝備，低級的強化/鑲嵌道具等，通過一次戰爭獲得的數量為0到21不等，等級變高獲得的數量也不會變化。此外臺灣版本已出現「星戒石」作為交易用的酬碼，來源由商店以星戒購買，一組99個星戒，售價100星戒，沒有零售。星戒可購買鑲嵌(強化)石、高級補品。
寶石/寶珠（A）
利用現實的金錢購買獲得的貨幣，可以購買高性能的回復藥，高級的強化/鑲嵌道具和美觀的裝備，某種意義上來說是遊戲中真正的貨幣。

### 技能
戰士
共通：
基本攻擊
痛楚剋星
音爆攻擊 → 力量衝擊 → 粉碎風暴
單手武器：
　　　↗加強保護 → 盾牌怒擊
熾烈斬
　　　↘猛擊 → 大地之頓
雙手武器:
　　↗ 衝擊斬 → 重壓斬（雙手武器通用）
碎擊 → 加強攻擊（雙手武器通用）
　　↘ 巨獸傳承 → 巨龍傳承（雙手斧專用）
　　↘ 伸張劍刃 → 暴跳劍（雙手大劍專用）
※碎擊為雙手武器通用。
遊俠
共通：
隱身術
弓箭與銃共通:
飛鷹射擊 → 強力射擊  → 貫骨射擊
弓箭：
基本弓攻擊
空襲 → 熾焰射擊 → 箭雨
毒性射擊 → 蛛絲射擊 → 精準射擊
銃：
基本銃攻擊
燃油彈　→　酸榴彈　↘
　　　　　　　　　　　毒榴彈
煙霧彈　→　閃光彈　↗
短刀：
基本短劍攻擊
隱身術 → 毒蛇撕咬 → 懲戒重擊
毒霧 → 力量破壞 → 漆黑空間
足部破壞 → 防禦破壞 → 腕部破壞
魔導師
基本魔法攻擊
詠唱
　　　　　閃雷矛☆
　　　↗　　　　　↘
閃雷　　　　　　　　審判射線☆◇
　　　↘　　　　　↗
　　　　　雷暴☆　
　　　　　　　　　↘
　　　　　　　　　　隕星衝擊☆◆
　　　　　　　　　↗
　　　　火花併發☆
　　　↗　　　　　↘
火熾球　　　　　　　地獄焰火☆◇
　　　↘　　　　　↗
　　　　火焰槍☆
　　　　　　　　　↘
　　　　　　　　　　聖光結界☆◆
　　　　　　　　　↗
　　　　寒冰槍☆
　　　↗　　　　　↘
冰暴　　　　　　　　冰雪暴☆◇
　　　↘　　　　　↗
　　　　冰凍波☆
　　　　　　　　　↘
　　　　　　　　　　重力場☆◆

※標記☆號的技能只有在詠唱狀態下才可使用。

※標記◇號的技能為杖專用。

※標記◆號的技能為魔導器專用。

擊劍士
基本攻擊
　　　　　　　　　　　　　　フラッシュスティンガー(閃光疾刺)
　　　　　　　　　　　　　　↗　　　　　　　　　　　　　　↘
デュアルストライク(雙重衝擊)→ダウンドライヴ(顛倒疾馳)　　→フィニッシュスラスト(終結穿刺)

　　　　　　　　　　　　　　↘シャイングクロス(閃光十字)→オブテインプロテクト(獲得庇佑)
　　　　　　　　　　　　　　　　　　　　　　　　　　　　↘イレイスマジック(消魔)
　　　　　　　　　　　　　　　　　　　　　　　　　　　　↘アクセラレーション(加速)
　　　　　　　　　　　　　　　　　　　　　　　　　　　　↘ヴィガーエイド(增加活力)

リバースキック(後旋踢)→ペネトレイトスラスト(斬擊)→エリアルフォール(空中墜落)
↘ラピッドファンデヴ(疾速長刺)
拳鬥士
共通：
基本攻擊(［已取消］為二段攻擊，可視情況需要任意變更段數，第二段攻擊可產生小旋風，造成10次的小傷害。須消耗PW5，且不會造成對手後仰。 )
霸體
　　↗蓄力神拳
重拳
　　↘蜂刺
吸血爪→蠶食→犧牲
流派：
狂狼式
傲鷹式

### 異常狀態
| 良性CAST           | 非良性CAST     |
| ------------------ | -------------- |
| 無敵               | 中毒           |
| HP恢復             | 灼燒           |
| PW恢復             | 移動速度降低   |
| 詠唱狀態           | 目眩           |
| 耐性(防禦)提昇     | 耐性(防禦)減少 |
| 痛楚剋星           | 致盲(暗黑)     |
| 隱身               | 武器解除       |
| 狂狼式             | 能量(MP)下降   |
| 傲鷹式             | 冰凍           |
| 加強攻擊(攻擊提升) | 混亂(方向反轉) |

## 日本以外的運營問題
FEZ的全新遊戲模式對玩家有相當程度的影響與吸引，從日本官方活動的參與程度看來可見玩家市場之廣大。然而現今於台灣代理市場反而流失許多玩家，許多活動在台灣代理公司並沒有代理更新。由於香港代理公司屬台灣代理公司的子公司，所以基本上更新需要先經台灣伺服器再到香港伺服器進行更新，由於繁體版更新未能貼近日本版本，甚至出現「日本更新第2個版本，第1個更新的繁體版本仍未推出」的情況，導致部份玩家流失。在玩家與GM的溝通下，香港FEZ脫離「台灣有更新才到香港更新」的格局，於2012年12月首先引入日本伺服器大更新—編年史第一章 五大要塞統一戰，並加強推出活動，令香港玩家非常鼓舞，但台灣玩家一直致力與台灣代理公司溝通，可惜台灣伺服器至今仍然未能跟上新版本，令台灣玩家感到失望。而中國大陸的伺服器因為史克威爾艾尼克斯中國分部的縮小經營政策連帶關係，前期宣傳政策失誤造成的玩家流失沒有得到挽救的情況下雪上加霜。最後雖然通過合併伺服器得到暫時的緩解，但是這一連串的事件都導致FEZ在中國大陸的受歡迎程度遠遠不如日本，而讓該遊戲的愛好者們十分感慨。

## 附註
1. 1 2  （页面存档备份，存于） （页面存档备份，存于） （页面存档备份，存于） Awanking of Kings （页面存档备份，存于）日本2008年10月25日的更新內容：其中包括首都的全面改版以及擴張，國王配音以及角色配音等新內容。中國大陸在2009年4月27更新了除去配音部分的其餘內容。
2. 1 2  中國大陸地區5月11號的更新中，根據新加入的建築物對平衡性的影響而對召喚獸的部分技能消耗進行了調整，條目中所列的消耗量則是除了中國大陸地區以外的其他地區的消耗量，也是遊戲的原始消耗量。
3. ↑  （日語）FEZ會員60萬人突破紀念 （页面存档备份，存于）

## 外部連結
- （日語）Fantasy Earth Zero官方網頁(日本) （页面存档备份，存于）
- （中文）幻想大陸中國大陸官方網頁 （页面存档备份，存于）
- （中文）幻想戰記香港官方網頁
- （中文）幻想戰記臺灣官方網頁
- （日語）フェニックスソフト （页面存档备份，存于） 開發商
- （英文）史克威爾‧艾尼克斯首頁 （页面存档备份，存于）
- （中文）易玩通官方網頁 （页面存档备份，存于） 中國大陸代理商
- （中文）遊戲橘子官方網頁
- （英文）幻想戰記北美官方網頁